# 休斯敦县 (得克萨斯州)
休斯頓縣（英語：Houston County）是美国德克萨斯州東部的一個縣，面積3,203平方公里。根據2020年美國人口普查，共有人口22,066人，其中白人占58.72%、非裔占23.40%，拉美裔佔13.92%。縣治克羅基特（Crockett）。該縣成立於1837年6月12日，縣名紀念德克薩斯共和國總統、首任德克薩斯州州長山姆·休士頓。
本縣為一禁酒的縣。